# Assens község
Assens község (dánul: Assens Kommune) Dánia 98 községének (kommune, helyi önkormányzattal rendelkező közigazgatási egység) egyike.
A 2007. január 1-jén életbe lépő közigazgatási reform során hozzá csatolták a korábbi Glamsbjerg, Haarby, Tommerup, Vissenbjerg és Aarup községeket.

## Települések
Települések és népességük:
- Assens (6089)
- Brylle (1185)
- Ebberup (1316)
- Flemløse (661)
- Gelsted (10, több községhez tartozik)
- Glamsbjerg (3221)
- Grønnemose (343)
- Haarby (2521)
- Jordløse (345)
- Nårup (215)
- Sandager (202)
- Skalbjerg (653)
- Skallebølle (691, több községhez tartozik)
- Snave (271)
- Tommerup (1653)
- Tommerup Stationsby (2372)
- Torø Huse (205)
- Turup (342)
- Verninge (770)
- Vissenbjerg (3165)
- Ørsted (234)
- Aarup (2992)

### Külső hivatkozások
- Hivatalos honlap (dán)